# Alta Normandia
A Alta Normandia (em francês:  Haute-Normandie), em referência a latitude, foi uma das 26 regiões administrativas da França. Desde a reforma territorial de 2014, foi anexada à Normandia. Possuía dois departamentos: Sena Marítimo e Eure.

## História
Esta região foi criada em 1956 e corresponde à parte oriental da antiga província da Normandia. Suas principais cidades são Ruão, Évreux, Bernay, Le Havre e Les Andelys.
Povoada inicialmente por tribos celtas, a província foi conquistada em 51 a.C. pelas legiões romanas. Com a queda de Roma, os povos francos ali se instalaram e foram, mais tarde integrados ao Império Carolíngio.
A partir do final do século VIII, piratas viquingues devastaram a região, ali se estabeleceram e fundaram, em 911, o Ducado da Normandia. Depois de um século de expansão, as fronteiras da Normandia se tornaram estáveis, a tal ponto de se aproximaram das atuais.
Integrada ao Reino da França, a região foi particularmente marcada pelos efeitos da Guerra dos Cem Anos, e pelas Guerras de Religião, ao ponte de que os normandos foram muito mais convertidos ao Protestantismo do que os de outras regiões da França.
No século XX, o desembarque das tropas Aliadas na Normandia trouxe destruição para as cidades normandas, notadamente Saint-Lô, Le Havre e Caen. Separada em duas regiões em 1956, a unificação da Normandia se deu em 2016, com a criação da nova região administrativa da Normandia.

## Geografia
A Alta Normandia é dividida em 5 regiões naturais: Pays de Caux, Pays de Bray, Vallée de la Seine, Marais Vernier e Vexin normand.